# A fekete ötven árnyalata
A fekete ötven árnyalata (eredeti cím: Fifty Shades of Black) 2016-ban bemutatott amerikai filmvígjáték, a 2015-ös Szürke ötven árnyalata erotikus-romantikus című film paródiája, melyben Dakota Johnson és Jamie Dornan alakítják a főszerepet. A főszerepben Marlon Wayans látható, aki a film társproducere és társírója is, rendezője Michael Tiddes.

## Szereplők
| Színész         | Szerep                     | Magyar hang    |
| --------------- | -------------------------- | -------------- |
| Marlon Wayans   | Christian Black            | Kálid Artúr    |
| Kali Hawk       | Hannah Steele              | Pálmai Anna    |
| Affion Crockett | Eli Black, Christian öccse | Szabó Máté     |
| Jane Seymour    | Claire, Christian anyja    | Kovács Nóra    |
| Fred Willard    | Gary                       | Forgács Gábor  |
| Mike Epps       | Ron                        | Fazekas István |

## Cselekménye
A film középpontjában az afroamerikai, Christian Black (Marlon Wayans) áll, aki titokban egy titkos kínzó-szadomazó játszószobát rejteget az otthonában. Ott minden nemzetiségű nővel töltött már néhány estét. De egy nap, amikor megismeri személyesen az elbűvölő Hannah Steelet (Kali Hawk), rögtön rájön, hogy ő nem csak egy éjszakás kalandokra kell. Christian beleszeret a lányba és úgy érzi, hogy rajta kipróbálhatja "a még nem használt" durva és kemény korbácsait....

## Megjelenés és a film készítése
Az Amerikai Egyesült Államokban és Lengyelországban 2016. január 29-én mutatták be, Magyarországon öt nappal később, február 4-én szinkronizálva a Big Bang Media forgalmazásában. Továbbá az Egyesült Királyságban – március 11-én fogják leadni.
2015. június 3-án bejelentették, hogy az Open Road Films megszerezte az amerikai forgalmazási jogot, ami mindössze 5 millió dollár lett. A filmet 2015. augusztus 11-én kezdték el forgatni Los Angelesben.

## Értékelés és bevételek
A film negatív véleményeket kapott a kritikusoktól. A Metacritic oldalán a film értékelése 28% a 100-ból, ami 11 véleményen alapul. A Rotten Tomatoeson a Fekete ötven árnyalata 7%-os minősítést kapott, 27 értékelés alapján. A fekete ötven árnyalata Észak-Amerikában 2016. január 29-én jelent meg, emellett a Kung Fu Panda 3., a Viharlovagok és a Jane Got a Gun is. A nyitóhétvégén a film vetítésekkor, bruttó 10-11 millió$-t termelt 2075 színházban. A film bruttósított bevétele az nap csütörtök este 275 ezer dollár, majd az első napon 2,3 millió dollár, valamint a nyitóhétvégén 5,9 millió dollárt hozott, így a 10. helyen végzett a Bof Office-on.